# John Lind

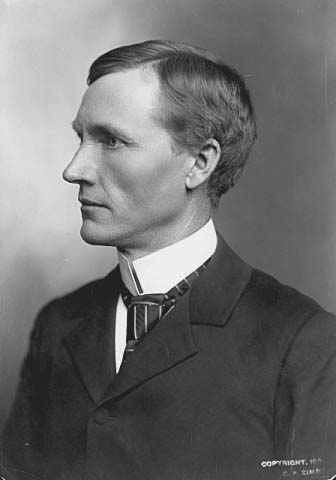
John Lind

John Lind (* 25. März 1854 in Kånna, Schweden; † 18. September 1930 in Minneapolis, Minnesota) war ein US-amerikanischer Politiker und von 1899 bis 1901 Gouverneur des Bundesstaates Minnesota. Außerdem vertrat er seinen Staat mehrfach im US-Repräsentantenhaus.

## Frühe Jahre und politischer Aufstieg

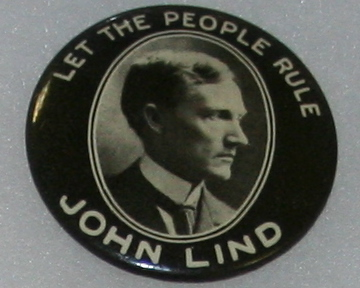
John Lind

Der in Südschweden geborene John Lind wanderte im Jahr 1867 mit seinen Eltern in die Vereinigten Staaten ein. Die Familie ließ sich im Goodhue County in Minnesota nieder. Im Jahr 1872 zog Lind in das Sibley County um. In Minnesota besuchte John Lind die öffentlichen Schulen und die University of Minnesota, an der er unter anderem Jura studierte. Außerdem arbeitete er zeitweise als Lehrer. Nach seiner 1877 erfolgten Zulassung als Rechtsanwalt begann er in New Ulm zu praktizieren.
Politisch wurde Lind Mitglied der Republikanischen Partei. Zwischen 1881 und 1885 war er bei der Landzuweisungsbehörde (Land Office) in Tracy angestellt. Zwischen dem 4. März 1887 und dem 3. März 1893 war er Abgeordneter im US-Kongress in Washington. Dort war er zeitweise Vorsitzender des „Committee on Mileage“. Nach dem Ende seiner Amtszeit im Kongress überwarf sich Lind mit seiner Partei und wechselte zu den Demokraten. Im Jahr 1896 bewarb er sich erfolglos um das Amt des Gouverneurs von Minnesota. Während des Spanisch-Amerikanischen Krieges von 1898 war er Oberleutnant in einer Freiwilligeneinheit aus Minnesota. Im Jahr 1898 wurde er als Kandidat der Demokratischen Partei zum Gouverneur gewählt. Damit wurde erstmals seit 1860 wieder ein Mitglied dieser Partei Gouverneur von Minnesota.

## Gouverneur von Minnesota
John Lind trat sein neues Amt am 2. Januar 1899 an. In seiner zweijährigen Amtszeit wurden in Minnesota zwei neue Nervenheilanstalten in Betrieb genommen und die Frachtgebühren der Eisenbahn neu geregelt. Bergwerke und Eisenbahngesellschaften wurden steuerlich erfasst und mussten fortan Abgaben zahlen. Im Jahr 1900 bewarb sich Lind erfolglos um seine Wiederwahl. Daher musste er sein Amt am 7. Januar 1901 aufgeben.

## Weiterer Lebenslauf
Nach dem Ende seiner Gouverneurszeit wurde Lind noch einmal für eine Legislaturperiode als Abgeordneter in den Kongress gewählt. Dieses Mandat übte er zwischen dem 4. März 1903 und dem 3. März 1905 aus. Auf eine eventuelle Wiederwahl hat er verzichtet. Danach wurde er wieder als Rechtsanwalt tätig. Lind wurde auch Mitglied des Vorstands der University of Minnesota. Im Jahr 1913 wurde er von Präsident Woodrow Wilson in eine Kommission berufen, die die Verwicklung amerikanischer Botschaftsangehöriger in Mexiko in Attentate auf den mexikanischen Präsidenten Francisco Madero untersuchen sollte. Danach arbeitete er bis zu seinem Tod im Jahr 1930 als Rechtsanwalt. Mit seiner Frau Alice A. Shepard hatte er vier Kinder.